# Spazio topologico noetheriano
In matematica, uno spazio topologico noetheriano è uno spazio topologico i cui aperti soddisfano la condizione della catena ascendente; equivalentemente, è uno spazio tale che tutti i suoi sottospazi siano compatti.
Il maggior uso di questi spazi avviene nell'algebra commutativa e nella geometria algebrica: infatti, lo spettro di un anello noetheriano è uno spazio topologico noetheriano e, di conseguenza, ogni varietà affine è uno spazio noetheriano.

## Definizioni equivalenti e proprietà
Uno spazio topologico {\displaystyle X} è noetheriano se vale una delle seguenti proprietà:
- gli aperti di {\displaystyle X} soddisfano la condizione della catena ascendente;
- i chiusi di {\displaystyle X} soddisfano la condizione della catena discendente;
- ogni famiglia non vuota di aperti di {\displaystyle X} ha un elemento massimale;
- ogni sottoinsieme di {\displaystyle X} è compatto (con la topologia di sottospazio);
- ogni sottoinsieme aperto di {\displaystyle X} è compatto (con la topologia di sottospazio).

In particolare, ogni spazio topologico noetheriano è compatto. Al contrario, la noetherianità non si lega bene agli assiomi di separazione: infatti, uno spazio noetheriano è di Hausdorff se e solo se è finito. In particolare, nessuno spazio metrico non finito (come {\displaystyle \mathbb {R} ^{n}} con la topologia euclidea) può essere noetheriano.
Inoltre, uno spazio noetheriano ha solo un numero finito di componenti irriducibili.

## Relazione con l'algebra commutativa
Dato un anello commutativo unitario {\displaystyle A}, gli aperti dello spettro {\displaystyle \mathrm {Spec} (A)} di {\displaystyle A} (con la topologia di Zariski) sono in corrispondenza biunivoca con gli ideali radicali di {\displaystyle A}; questo implica che {\displaystyle \mathrm {Spec} (A)} è noetheriano se e solo se gli ideali radicali di {\displaystyle A} verificano la condizione della catena ascendente. In particolare, questo è vero se {\displaystyle A} è un anello noetheriano.
Poiché inoltre le componenti irriducibili di {\displaystyle \mathrm {Spec} (A)} sono in corrispondenza biunivoca con i primi minimali di {\displaystyle A}, questo implica che i primi minimali di un anello noetheriano sono in numero finito, e di conseguenza che i primi minimali su un ideale sono finiti. Questi risultati sono in genere le prime applicazioni della topologia di Zariski per indagare le proprietà algebriche degli anelli.
Dal momento che i punti di una varietà affine corrispondono agli ideali massimali del suo anello delle coordinate, e questo è un anello noetheriano, ne segue che ogni varietà affine (e, più in generale, ogni varietà quasiproiettiva) è uno spazio noetheriano; dunque ogni varietà algebrica ha un numero finito di componenti irriducibili. Più in generale, ogni schema noetheriano è uno spazio noetheriano.